# Nam sử
| Nhị thập tứ sử | Nhị thập tứ sử | Nhị thập tứ sử              | Nhị thập tứ sử |
| -------------- | -------------- | --------------------------- | -------------- |
| STT            | Tên sách       | Tác giả                     | Số quyển       |
| 1              | Sử ký          | Tư Mã Thiên                 | 130            |
| 2              | Hán thư        | Ban Cố                      | 100            |
| 3              | Hậu Hán thư    | Phạm Diệp                   | 120            |
| 4              | Tam quốc chí   | Trần Thọ                    | 65             |
| 5              | Tấn thư        | Phòng Huyền Linh (chủ biên) | 130            |
| 6              | Tống thư       | Thẩm Ước                    | 100            |
| 7              | Nam Tề thư     | Tiêu Tử Hiển                | 59             |
| 8              | Lương thư      | Diêu Tư Liêm                | 56             |
| 9              | Trần thư       | Diêu Tư Liêm                | 36             |
| 10             | Ngụy thư       | Ngụy Thâu                   | 114            |
| 11             | Bắc Tề thư     | Lý Bách Dược                | 50             |
| 12             | Chu thư        | Lệnh Hồ Đức Phân (chủ biên) | 50             |
| 13             | Tùy thư        | Ngụy Trưng (chủ biên)       | 85             |
| 14             | Nam sử         | Lý Diên Thọ                 | 80             |
| 15             | Bắc sử         | Lý Diên Thọ                 | 100            |
| 16             | Cựu Đường thư  | Lưu Hú (chủ biên)           | 200            |
| 17             | Tân Đường thư  | Âu Dương Tu, Tống Kỳ        | 225            |
| 18             | Cựu Ngũ Đại sử | Tiết Cư Chính (chủ biên)    | 150            |
| 19             | Tân Ngũ Đại sử | Âu Dương Tu (chủ biên)      | 74             |
| 20             | Tống sử        | Thoát Thoát (chủ biên)      | 496            |
| 21             | Liêu sử        | Thoát Thoát (chủ biên)      | 116            |
| 22             | Kim sử         | Thoát Thoát (chủ biên)      | 135            |
| 23             | Nguyên sử      | Tống Liêm (chủ biên)        | 210            |
| 24             | Minh sử        | Trương Đình Ngọc (chủ biên) | 332            |
| -              | Tân Nguyên sử  | Kha Thiệu Mân (chủ biên)    | 257            |
| -              | Thanh sử cảo   | Triệu Nhĩ Tốn (chủ biên)    | 529            |

Nam sử (南史) là một quyển sách trong Nhị thập tứ sử của Trung Quốc do Lý Đại Sư viết từ khi nhà Lưu Tống kiến quốc năm 420 tới khi nhà Trần diệt vong năm 589. Sau khi Lý Đại Sư mất, Lý Diên Thọ, một nhà văn kiêm sử gia thời nhà nhà Đường và là con trai của Lý Đại Sư, tiếp tục viết sách này từ năm 643 tới năm 659.
Tổng cộng có 80 quyển bao gồm Bản kỷ 10 quyển, Liệt truyện 70 quyển nhưng không có Biểu và Chí, sách viết về các sự kiện lịch sử trong khoảng 170 năm của 4 triều đại phía nam sông Dương Tử vào thời Nam Bắc triều (năm 439 đến năm 589), là Tống, Tề, Lương, Trần. Một số lớn nội dung mang tính tự sự và sách bị mất khá nhiều bản chiếu lệnh, tấu văn, chiếu cáo, phù hịch, chương biểu, một nửa trong phân nửa nội dung sách đều tập hợp, chắt lọc từ các bộ sử trước là Tống thư, Nam Tề thư, Lương thư, Trần thư, tổng số sách tham khảo lên tới 566 quyển và cả ngàn sách lặt vặt khác.

## Mục lục

### Bản kỷ
- Bản kỷ 1 Tống bản kỷ thượng  - Vũ Đế, Thiếu Đế
- Bản kỷ 2 Tống bản kỷ trung  - Văn Đế, Hiếu Vũ Đế・Tiền Phế Đế
- Bản kỷ 3 Tống bản kỷ hạ  - Minh Đế, Hậu Phế Đế, Thuận Đế
- Bản kỷ 4 Tề bản kỷ thượng  - Cao Đế, Vũ Đế
- Bản kỷ 5 Tề bản kỷ hạ  - Phế Đế Uất Lâm Vương, Phế Đế Hải Lăng Cung Vương, Cao Tông Minh Hoàng Đế, Phế Đế Đông Hôn Hầu, Hòa Đế
- Bản kỷ 6 Lương bản kỷ thượng  - Vũ Đế thượng
- Bản kỷ 7 Lương bản kỷ trung  - Vũ Đế hạ
- Bản kỷ 8 Lương bản kỷ hạ  - Giản Văn Đế, Nguyên Đế, Kính Đế
- Bản kỷ 9 Trần bản kỷ thượng  - Vũ Đế, Văn Đế, Phế Đế
- Bản kỷ 10 Trần bản kỷ hạ  - Tuyên Đế, Hậu Chủ

### Liệt truyện
- Liệt truyện 1 Hậu phi truyện thượng -
- Liệt truyện 2 Hậu phi truyện hạ -
- Liệt truyện 3 Tống Tông thất cập chư vương truyện thượng - Lưu Đạo Liên, Lưu Đạo Quy, Lưu Nghĩa Khánh, Lưu Tuân Khảo, Lưu Nghĩa Chân, Lưu Nghĩa Khang, Lưu Nghĩa Cung, Lưu Nghĩa Tuyên, Lưu Nghĩa Quý
- Liệt truyện 4 Tống Tông thất cập chư vương truyện hạ -
- Liệt truyện 5 - Lưu Mục Chi, Từ Tiện Chi, Phó Lượng, Đàn Đạo Tế truyện
- Liệt truyện 6 - Vương Trấn Ác, Chu Linh Thạch, Mao Tu Chi, Phó Hoằng Chi, Chu Tu Chi, Vương Huyền Mô truyện
- Liệt truyện 7 - Lưu Kính Tuyên, Lưu Hoài Túc, Lưu Túy, Tôn Xử, Khoái Ân, Hướng Tĩnh, Lưu Chung, Ngu Khâu Tiến, Mạnh Hoài Ngọc, Hồ Phiên, Lưu Khang Tổ truyện
- Liệt truyện 8 - Triệu Luân Chi, Tiêu Tư Thoại, Tang Đảo truyện
- Liệt truyện 9 - Tạ Hối, Tạ Dụ, Tạ Phương Minh, Tạ Linh Vận truyện
- Liệt truyện 10 - Tạ Hoằng Vy truyện
- Liệt truyện 11 - Vương Hoằng truyện
- Liệt truyện 12 - Vương Đàm Thủ truyện
- Liệt truyện 13 - Vương Đản, Vương Hoa, Vương Huệ, Vương Uất truyện
- Liệt truyện 14 - Vương Dụ Chi, Vương Trấn Chi, Vương Thiều Chi, Vương Duyệt Chi, Vương Chuẩn Chi truyện
- Liệt truyện 15 - Vương Ý, Đáo Ngạn Chi, Viên Hộ Chi, Trương Hưng Thế truyện
- Liệt truyện 16 - Viên Trạm truyện
- Liệt truyện 17 - Khổng Tĩnh, Khổng Lâm Chi, Ân Cảnh Nhân truyện
- Liệt truyện 18 - Chử Dụ Chi truyện
- Liệt truyện 19 - Sái Khuếch truyện
- Liệt truyện 20 - Hà Thượng Chi truyện
- Liệt truyện 21 - Trương Dụ truyện
- Liệt truyện 22 - Trương Thiệu truyện
- Liệt truyện 23 - Phạm Thái, Tuân Bá Tử, Từ Quảng, Trịnh Tiên Chi, Bùi Tùng Chi, Hà Thừa Thiên truyện
- Liệt truyện 24 - Nhan Duyên Chi, Thẩm Hoài Văn, Chu Lãng truyện
- Liệt truyện 25 - Lưu Trạm, Dữu Duyệt, Cố Sâm, Cố Khải Chi truyện
- Liệt truyện 26 - Dương Hân, Dương Huyền Bảo, Thẩm Diễn Chi, Giang Di, Giang Bỉnh Chi truyện
- Liệt truyện 27 - Thẩm Khánh Chi, Tông Xác truyện
- Liệt truyện 28 - Liễu Nguyên Cảnh truyện
- Liệt truyện 29 - Ân Hiếu Tổ, Lưu Mẫn truyện
- Liệt truyện 30 - Lỗ Sảng, Tiết An Đô, Đặng Uyển, Tông Việt, Ngô Hỉ, Hoàng Hồi truyện
- Liệt truyện 31 Tề Tông thất truyện - Tiêu Đạo Độ, Tiêu Đạo Sinh, Tiêu Diêu Quang, Tiêu Diêu Hân, Tiêu Miễn, Tiêu Cảnh Tiên, Tiêu Xích Phủ, Tiêu Kham, Tiêu Đản, Tiêu Thản Chi
- Liệt truyện 32 Tề Cao Đế chư tử truyện thượng - Tiêu Nghi
- Liệt truyện 33 Tề Cao Đế chư tử truyện hạ - Tiêu Ánh, Tiêu Hoảng, Tiêu Diệp, Tiêu Cảo, Tiêu Thương, Tiêu Thước, Tiêu Giám, Tiêu Phong, Tiêu Duệ, Tiêu Khanh, Tiêu Cầu, Tiêu Huyễn
- Liệt truyện 34 Tề Vũ Đế chư tử, Văn Huệ chư tử, Minh Đế chư tử truyện -
- Liệt truyện 35 - Vương Kính Tắc, Trần Hiển Đạt, Trương Kính Nhi, Thôi Tuệ Cảnh truyện
- Liệt truyện 36 - Lý An Nhân, Đái Tăng Tĩnh, Hoàn Khang, Tiêu Độ, Tào Vũ, Lữ An Quốc, Chu Sơn Đồ, Chu Bàn Long, Vương Quảng Chi truyện
- Liệt truyện 37 - Tuân Bá Ngọc, Thôi Tổ Tư, Tô Khản, Ngu Tông, Hồ Hài Chi, Ngu Ngoạn Chi, Lưu Hưu, Giang Thạch truyện
- Liệt truyện 38 - Lục Trừng, Lục Tuệ Hiểu, Lục Cảo truyện
- Liệt truyện 39 - Dữu Cảo Chi, Vương Kham, Khổng Khuê, Lưu Hoài Trân truyện
- Liệt truyện 40 - Lưu Hoàn, Minh Tăng Thiệu, Dữu Dịch, Lưu Cầu truyện
- Liệt truyện 41 Lương Tông thất truyện thượng - Tiêu Cảnh, Tiêu Ý, Tiêu Phu, Tiêu Sướng, Tiêu Dung, Tiêu Hoành
- Liệt truyện 42 Lương Tông thất truyện hạ - Tiêu Tú, Tiêu Vỹ, Tiêu Khôi, Tiêu Đảm
- Liệt truyện 43 Lương Vũ Đế chư tử truyện - Chiêu Minh thái tử, Tiêu Tông, Tiêu Tích, Tiêu Tục, Tiêu Luân, Tiêu Kỷ
- Liệt truyện 44 Lương Giản Văn Đế chư tử, Nguyên Đế chư tử truyện -
- Liệt truyện 45 - Vương Mậu, Tào Cảnh Tông, Tào Nghĩa Tông, Tịch Xiển Văn, Hạ Hầu Tường, Cát Sĩ Chiêm, Sái Đạo Cung, Dương Công Tắc, Đặng Nguyên Khởi, Trương Huệ Thiệu, Trương Trừng, Phùng Đạo Căn, Khang Huyến, Xương Nghĩa Chi truyện
- Liệt truyện 46 - Trương Hoằng Sách, Dữu Vực, Trịnh Thiệu Thúc, Lữ Tăng Trân, Nhạc Ái truyện
- Liệt truyện 47 - Thẩm Ước, Phạm Vân truyện
- Liệt truyện 48 - Vi Duệ, Bùi Thúy truyện
- Liệt truyện 49 - Giang Yêm, Nhâm Phưởng, Vương Tăng Nhụ truyện
- Liệt truyện 50 - Phạm Tụ, Phó Chiêu, Khổng Hưu Nguyên, Giang Cách, Từ Mẫn, Hứa Mậu, Ân Quân truyện
- Liệt truyện 51 - Trần Bá Chi, Trần Khánh Chi, Lan Khâm truyện
- Liệt truyện 52 - Hạ Dương, Tư Mã Quýnh, Chu Dị, Cố Hiệp, Từ Si, Bảo Tuyền truyện
- Liệt truyện 53 - Vương Thần Niệm, Dương Khản, Dương Nha Nhân truyện
- Liệt truyện 54 - Giang Tử Nhất, Hồ Tăng Hữu, Từ Văn Thịnh, Âm Tử Xuân, Đỗ Trắc, Vương Lâm, Trương Bưu truyện
- Liệt truyện 55 Trần Tông thất chư vương truyện - Trần Nghĩ, Trần Tường, Trần Tuệ Kỉ・Trần Xương, Trần Đàm Lãng, Trần Bá Mậu, Trần Bá Sơn, Trần Bá Cố, Trần Bá Cung, Trần Bá Nhân, Trần Bá Nghĩa, Trần Bá Lễ, Trần Bá Trí, Trần Bá Mưu
- Liệt truyện 56 - Đỗ Tăng Minh, Chu Văn Dục, Hầu Thiến, Hầu An Đô, Âu Dương Ngỗi, Hoàng Pháp Cù, Thuần Vu Lượng, Chương Chiêu Đạt, Ngô Minh Triệt truyện
- Liệt truyện 57 - Hồ Dĩnh, Từ Độ, Đỗ Lăng, Chu Thiết Vũ, Trình Linh Tẩy, Thẩm Xác, Lục Tử Long, Tiền Đạo Tập, Lạc Văn Nha, Tôn Dương, Từ Thế Phổ, Chu Phu, Tuân Lãng, Chu Quýnh, Lỗ Tất Đạt, Tiêu Ma Kha, Nhâm Trung, Phàn Nghị truyện
- Liệt truyện 58 - Triệu Tri Lễ, Sái Cảnh Lịch, Tông Nguyên Nhiêu, Hàn Tử Cao, Hoa Hạo, Lưu Sư Tri, Tạ Kỳ, Mao Hỉ, Thẩm Quân Lý, Lục Sơn Tài truyện
- Liệt truyện 59 - Thẩm Quýnh, Ngu Lệ, Phó Tế, Cố Dã Vương, Diêu Sát truyện
- Liệt truyện 60 Tuần lại truyện -
- Liệt truyện 61 Nho lâm truyện -
- Liệt truyện 62 Văn học truyện -
- Liệt truyện 63 Hiếu nghĩa truyện thượng -
- Liệt truyện 64 Hiếu nghĩa truyện hạ -
- Liệt truyện 65 Ẩn dật truyện thượng - Đào Uyên Minh
- Liệt truyện 66 Ẩn dật truyện hạ - Đào Hoằng Cảnh
- Liệt truyện 67 Ân hãnh truyện -
- Liệt truyện 68 Di Mạch truyện thượng - Lâm Ấp , Phù Nam , Thiên Trúc, Sư Tử
- Liệt truyện 69 Di Mạch truyện hạ - Cao Câu Ly, Bách Tế, Tân La, Oa, Phù Tang, Hà Nam Vương, Đãng Xương, Đặng Chí, Vũ Hưng, người Man ở hai châu Kinh Ung, người Man ở Dự Châu, Cao Xương, Quy Từ, Vu Điền, Ba Tư, Nhuyễn Nhuyễn
- Liệt truyện 70 Tặc thần truyện - Hầu Cảnh, Hùng Đàm Lãng, Chu Địch, Lưu Dị, Trần Bảo Ứng